# Malva parviflora
Malva parviflora (Мальва дрібноквіткова) — вид квіткових рослин родини мальвові (Malvales). грец. παύρος — «маленька» лат. flora — «квітка».

## Опис
Однорічна трав'яниста рослина. Стебло до 0.75 м, рідко запушена. Листя округлі, при основі серцеподібні, 10–80 × 10–100(120) мм. Пелюстки 2,5–5 мм, довгасто-оберненояйцевиді, білі, рожеві на кінчиках. Фрукти дискоїдні (3)5–6 мм в поперечнику. Насіння 1 мм в ширину і довжину, коричневі, чорні, голі. Квітне з березня по липень.

## Поширення
Природне поширення: Африка: Алжир; Єгипет; Лівія; Марокко; Туніс. Азія: Кувейт, Афганістан; Кіпр; Єгипет — Синай; Іран; Ізраїль; Йорданія; Ліван; Сирія; Туреччина, Туркменістан. Кавказ: Вірменія; Азербайджан. Європа: Албанія; Боснія і Герцеговина; Хорватія; Греція; Італія; Мальта, Франція; Португалія; Гібралтар; Іспанія [вкл. Балеарські острови]. Росте від рівня моря до 900 м над рівнем моря.

## Використання
Культивується в інших регіонах світу з помірним кліматом. Лікарська трава: настій, відвар або припарка використовується як проносне. Квіти використовуються як потогінний настій.

## Галерея

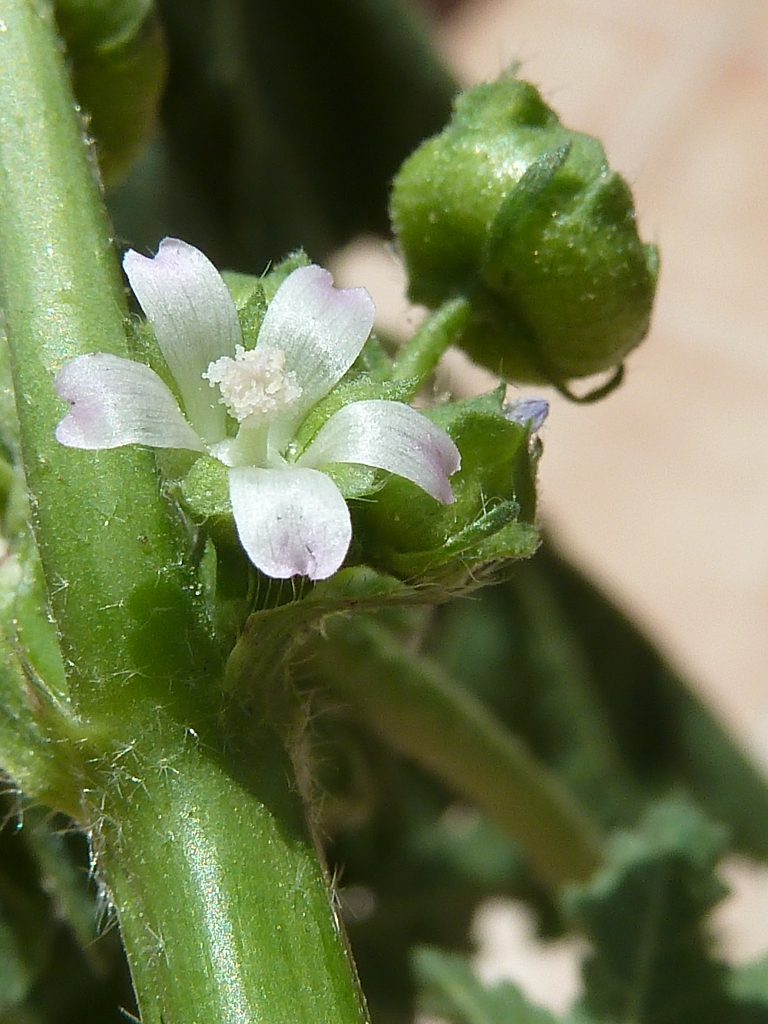
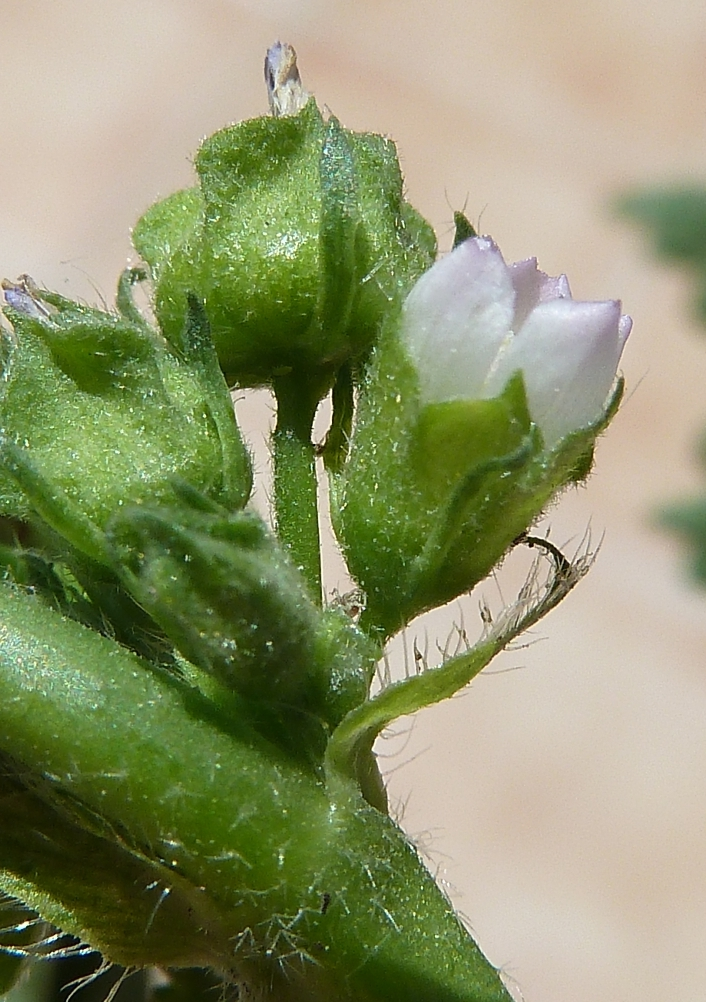
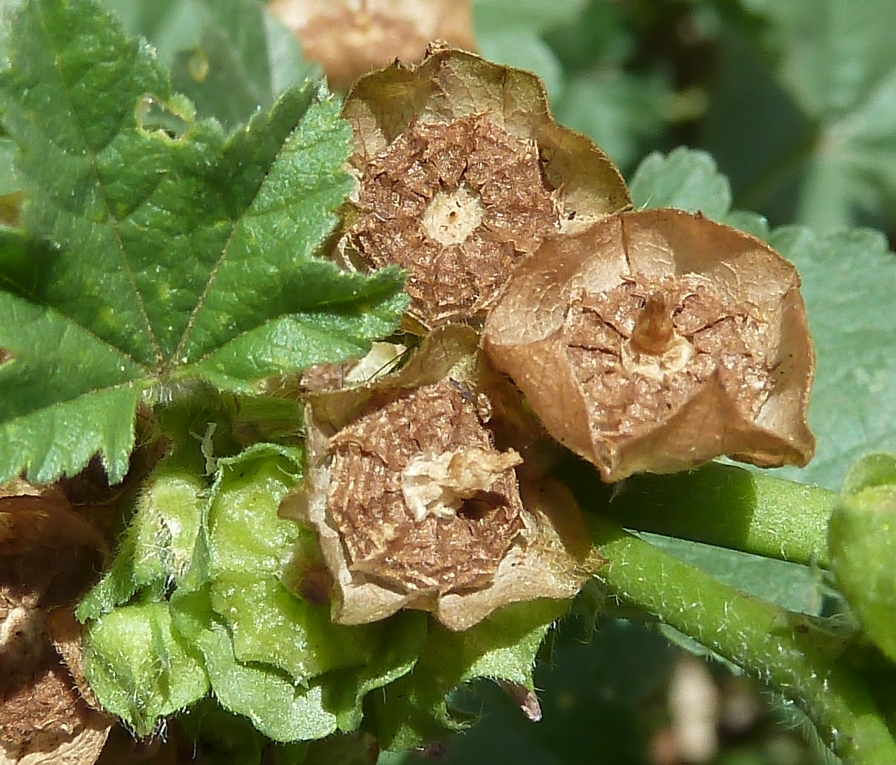
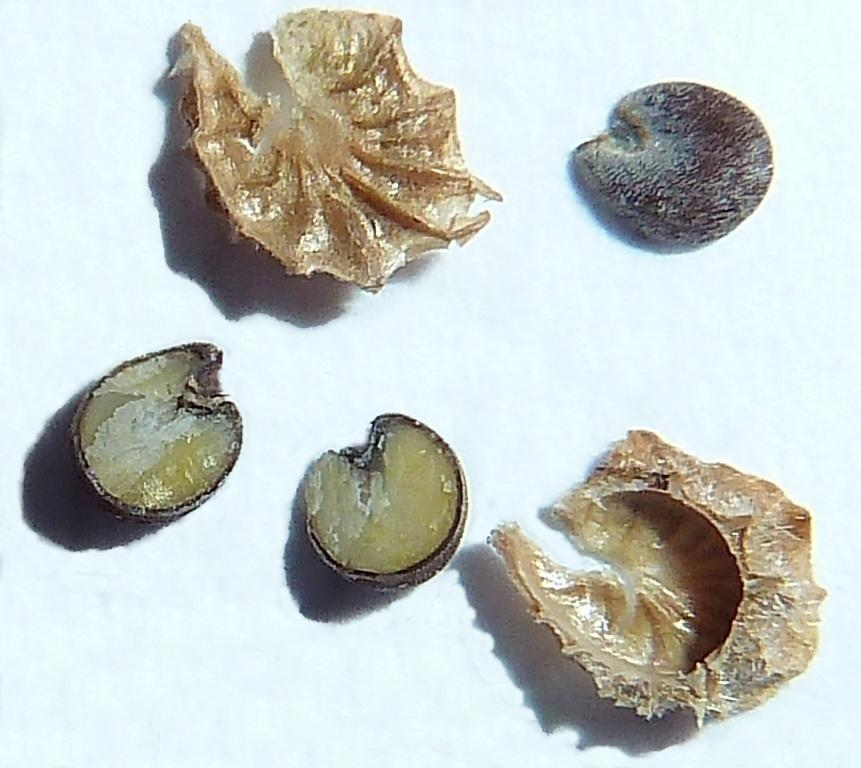

|  | Це незавершена стаття про мальвові. Ви можете допомогти проєкту, виправивши або дописавши її. |